# Руденко Вадим Борисович
Вадим Борисович Руденко (нар. 13 березня 1980 в м. Макіївка Донецької області) — український підприємець, громадський і політичний діяч, керуючий партнер компанії «Hitech Advertisement» (оператор відеобордів № 1), Голова Секретаріату міжфракційного депутатського об'єднання «Депутатський контроль», Голова Громадської організації «Депутатський контроль».

## Кар'єра
2017р.               -    Був затриманий у справі про хабарництво нардепів Максима Полякова (фракція “Народний фронт”) і Борислава Розенблата (Блок Петра Порошенка).
2013—2014 рр. — власник рекламного агентства «Patriot Media».
2011—2014 рр. — співвласник представництва ТМ «Baldessarini» в Україні (бутиків чоловічого одягу та взуття);
2007—2012 рр. — керуючий партнер компанії «Hitech Advertisement» (оператор відеобордів №1); 
2003—2009 рр. — шеф-редактор інтернет – видання «Молодіжна Правда»;
2003—2004 рр. — Міністр Молодіжного Уряду України;
1999—2008 рр. — голова Українського союзу молодих депутатів;
1999 р. — шеф-редактор газети «Депутатський вісник»;
1998—2002 рр. — депутат Кіровської районної ради м. Макіївки.
1997—2003 — навчання в Донбаській державній академії будівництва та архітектури, спеціальність «управління підприємством».

## Громадсько-політична діяльність
1998–2002 — депутат Кіровської районної ради м Макіївки.
1999–2008 — голова Українського союзу молодих депутатів.
У 2014 очолив Секретаріат міжфракційного депутатського об'єднання «Депутатський контроль».

## Сім'я
Одружений, виховує двох дочок.

## Відзнаки
Нагороджений відзнакою «За Внесок молоді у розбудову держави» (КМУ), Премією Верховної Ради України за внесок молоді у розвиток парламентаризму, місцевого самоврядування (2008), Почесною грамотою Кабінету Міністрів України.